# Yoshi's New Island
Yoshi's New Island är ett sidscrollande plattformsspel utvecklad av Arzest och utgivet av Nintendo till Nintendo 3DS. Spelet är det sjätte i Yoshi-serien av datorspel och en uppföljare till Yoshi's Island från 1995. Spelet släpptes internationellt 2014.
Spelet fokuserar på dinosaurien Yoshi som måste eskortera Baby Mario genom en rad nivåer. Liksom flera av de tidigare Yoshi-spelen har spelet en handritad konststil med nivådesign och bakgrunder stiliserad som oljemålningar, akvareller och kritteckningar.